# Melanostoma matilei
Melanostoma matilei är en tvåvingeart som beskrevs av Dirickx 2001. Melanostoma matilei ingår i släktet gräsblomflugor, och familjen blomflugor. Inga underarter finns listade i Catalogue of Life.